# KOMONO
KOMONO（コモノ）は、Anton Janssens（アントン・ヤンセンス）とRaf Maes（ラフ・マエス）の2人のアーティストによってベルギー・アントウェルペンにて2009年に設立された、主に腕時計と眼鏡を展開するアクセサリーブランドである。

## 概要

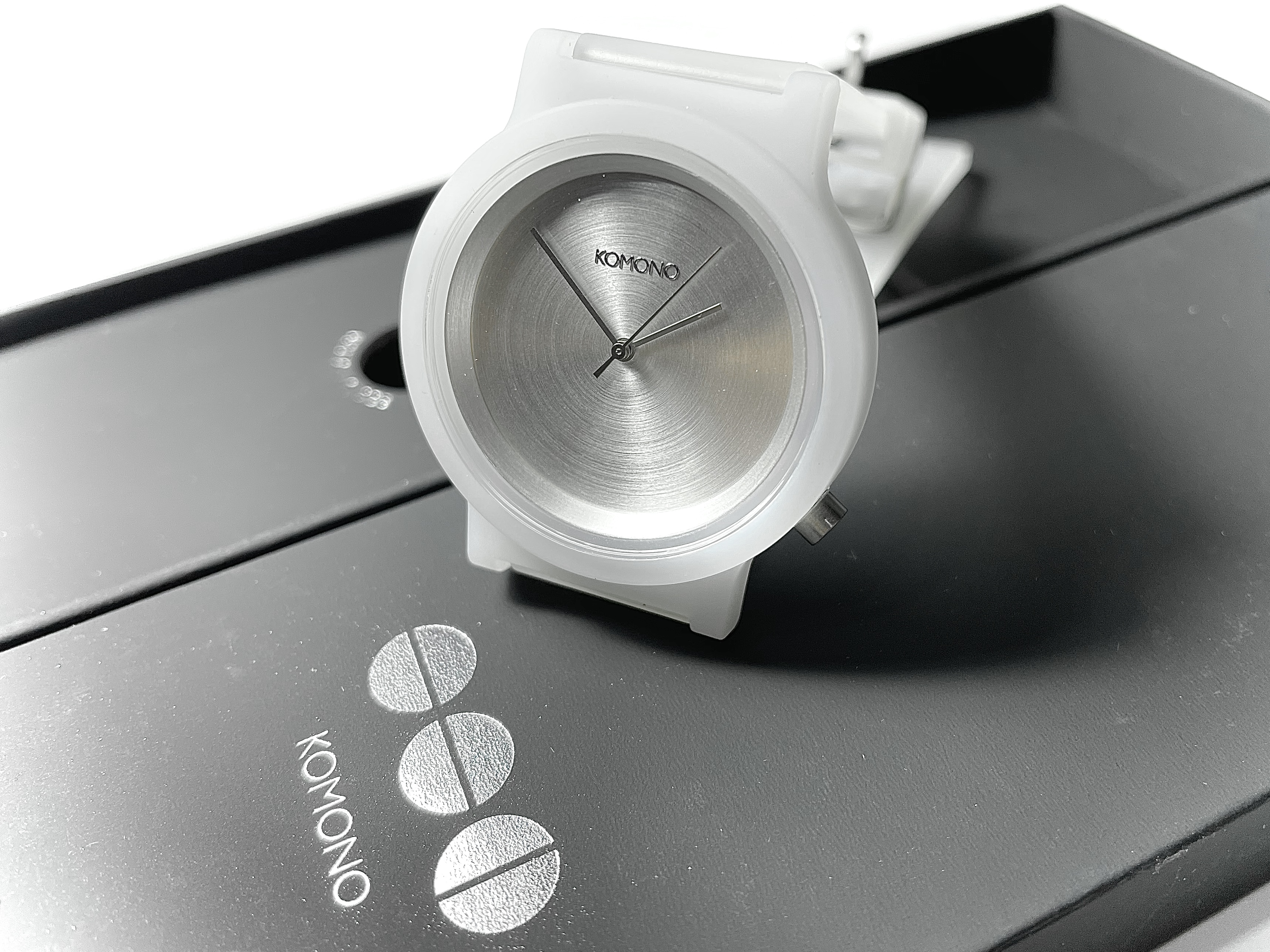
KOMONOの腕時計

ブランド名は日本語の「小物」に由来する。ミニマルでコンテンポラリーなデザインを常に創造し続け、芸術家や世界のコンセプトストアなどとのコラボレーションも行う。腕時計のムーブメントには日本製クォーツを使用する。日本総輸入代理店は大阪府に本社を置く株式会社ビヨンクールである。

## 沿革
- 2009年 - ベルギー・アントウェルペンにてKOMONO（コモノ）を設立。
- 2012年 - 世界最大級のEDMフェスティバルTomorrowland[注釈 2]とのコラボレーションサングラスを発表。
- 2014年 - 時計コレクションにて、ジャン＝ミシェル・バスキア[注釈 3]とのコラボレーションウォッチを発表。
- 2015年 - 日本での代理店契約を株式会社ビヨンクールと提携。
- 2016年 - ベルギーの芸術家ルネ・マグリットとのコラボレーションウォッチを発表
- 2017年 - ベルギーのアントワープとブリュッセルに旗艦店をオープン
- 2017年 - 日本初となる旗艦店、KOMONO TOKYOを東京原宿にオープン